# Příběhy ztracených duší
Příběhy ztracených duší (v anglickém originále Stories of Lost Souls) je americko-britsko-australský dramatický povídkový film z roku 2005. Film se skládá z několika různých příběhů, které režírují různí režiséři. Hlavní role ve filmu ztvárnili Josh Hartnett, Hugh Jackman, Michael Gambon, Cate Blanchettová a Keira Knightley.

## Obsazení
| Josh Hartnett     | trpaslík    |
| Hugh Jackman      | Roger       |
| Michael Gambon    | Larry       |
| Cate Blanchettová | Julie-Anne  |
| Keira Knightley   | Leah        |
| James Gandolfini  | muž         |
| Daryl Hannah      | sebe        |
| Jeff Goldblum     | sebe        |
| Billy Boyd        | odstřelovač |
| Paul Bettany      | Y           |
| Illeana Douglas   |             |
| Joanna Lumley     |             |